# جودي موراي
جودي موراي (بالإنجليزية: Judy Murray)‏ هي مدربة كرة المضرب بريطانية، ولدت في 8 سبتمبر 1959 في جسر ألن ‏ في المملكة المتحدة.